# Anders Petersen (boxare)
Anders Otto Pedersen, född 16 december 1899 i Köpenhamn, död 28 april 1966 i Köpenhamn, var en dansk boxare.
Petersen blev olympisk silvermedaljör i flugvikt vid sommarspelen 1920 i Antwerpen.